# Mont Kanmuri (Gifu)
Pour les articles homonymes, voir Mont Kanmuri (Hiroshima).
Le mont Kanmuri (冠山, Kanmuri-yama) est une montagne située à la limite des préfectures de Gifu et Fukui dans la région du Chūbu au Japon. Culminant à 1 257 m d'altitude, elle fait partie des monts Ryōhaku. L'Ibi-gawa prend sa source dans les flancs de la montagne.
Le sommet de la montagne se réduit à une petite plate-forme sur laquelle ne peuvent se tenir qu'une dizaine de personnes mais il offre une vue panoramique à 360 degrés imprenable. Une station de triangulation se trouve au sommet.

## Randonnée
Il existe un sentier de randonnée sur la montagne et il faut environ deux heures pour atteindre le sommet. Au début de l'itinéraire se trouvent plusieurs montées abruptes à travers une forêt primaire. Il y a une bifurcation de la voie près du sommet ; la fourche gauche mène aux plats de Kanmuri tandis que la droite mène au sommet de la montagne.